# 1986 új világörökségi helyszínei
Az UNESCO Világörökség Bizottsága az 1986. november 24-28. között Párizsban megtartott 10. ülésszakán az alábbi helyszíneket nyilvánította a világörökség részévé:
| | Közép-Kelet-Ausztrália mérsékelt és szubtrópusi égövi esőerdeinek védett területei |
| Ausztrália |                                                                                    |
| Természeti (VIII)(IX)(X) |                                                                                    |
| Védett terület: 370 000 ha, hivatkozás: 368 |                                                                                    |
| A helyszín nevét 2007-ben Gondwana Esőerdő Rezervátumra változtatták a déli földteke egykori szuperföldrészére utalva. Az Ausztrália keleti partja mentén húzódó Nagy-Vízválasztó-hegység közelében található és negyven különálló rezervátumot foglal magába. Átmeneti zónában fekszik a trópusi és a mérsékelt égövi klíma között, ezért viszonylag kis területen is rendkívül változatos vegetáció fejlődött ki benne és a természetes elszigeteltség új fajok kialakulását is elősegítette. Számos faj elődei őskori leleteken is nyomon követhetők, és viszonylag változatlan formában maradtak fenn. Itt él a világ páfrányainak és tűlevelűinek néhány legrégebbi populációja is. Madárvilága is változatos, viszonylag nagy egyedszámban található meg a lugasépítő, a szivárványlóri, a zöld szárnyú királypapagáj és a kacagójancsi. Sok itt honos növény és állat csak néhány helyen fordul elő a területen. A védett térség pajzsvulkán kráterei körül tanulmányozható földtani jelenségek és a kétszáz veszélyeztetett faj miatt a rezervátum a tudomány és a természetvédelem számára is kiemelkedő jelentőségű. |                                                                                    |

| | Iguaçu Nemzeti Park |
| Brazília |                     |
| Természeti (VII)(X) |                     |
| Védett terület: 169 695,9 ha, hivatkozás: 355 |                     |
| Az Iguazú-vízesés mellett két hasonló nevű park is található, az egyiket Argentínában a másikat Brazíliában jelölték ki. A nyolcvan méter magasból alázúduló 2700 méter széles vízesés a világ legnagyobb vízesései közé tartozik és összesen több mint 270 különálló kisebb zuhatagból tevődik össze. A brazil oldalon lévő park 1700 négyzetkilométer, felszínének 90 %-át szubtrópusi esőerdőből álló növényzet borítja. Az alacsonyabban fekvő területeken páfrányok, liánok és kúszónövények élnek nagy számban, a magasabb területek jellemző növényzete a lombhullató szubtrópusi erdő. A térség számos veszélyeztetett növény és állat menedéke, megtalálható itt az óriásvidra, az ocelot, a jaguár, a puma, a hosszúfarkú macska, a vörös nyársas- és a pampaszarvas, bőgőmajom, a tapír, az óriáshangyász és a pekari. A madarakat többek között papagájok, fecskék, díszes vitézsasok, zöldcsőrű tukánok és hárpiasasok képviselik. |                     |

| | Óriások útja (Giant's Causeway) és a hozzá tartozó tengerpart |
| Egyesült Királyság |                                                               |
| Természeti (VII)(VIII) |                                                               |
| Védett terület: 239,405 ha, hivatkozás: 369 |                                                               |
| Az „Óriások útját” több, mint 40 000 bazaltoszlop alkotja, amelyeket a földtörténeti harmadidőszak vulkanikus tevékenysége hozott létre. A természeti képződmény Észak-Írország Antrim megyéjének északi partján fekszik. A megolvadt lávának a vízzel való találkozásából alakult ki egy körülbelül hat kilométeres partszakaszon. A láva kristályos szerkezetűvé vált, és jelenleg a tengerszinten található sokszögű oszlopokká alakult. Vízszintes szakaszai járhatók. Az oszlopok többsége hatoldalú, de négy-, öt-, hét- és nyolcoldalúak is előfordulnak. Az elmúlt évszázadok alatt a bazaltoszlopok történetéről és eredetéről számos legenda született. Tudományos kutatása a 18. században kezdődött meg, ami hozzájárult a földtudományok fejlődéséhez. Az oszlopok mellett az Óriás útjához tartozik az Óriás orgonája is, (ami körülbelül 60 darab 12 méter magas bazaltoszlop), a Kéménysor, valamint a Hamilton széke nevű kilátóhely. |                                                               |

| | A durhami székesegyház és vár |
| Egyesült Királyság |                               |
| Kulturális (II)(IV)(VI) |                               |
| Védett terület: 8,79 ha, hivatkozás: 370 |                               |
| A durhami katedrális a normann építészet legnagyobb és legkiemelkedőbb példája, míg a katedrális boltozatos mennyezete a gótikus építészet kezdetét jelzi. A katedrálisban találhatók Szent Cuthbert és Beda Venerabilis földi maradványai, ezért jelentős zarándokhely. A vár a durhami hercegérsek székhelye volt. Az épületkomplexum kialakítása 1072-ben kezdődött a skóciai területen élő piktek elleni védekezésül. A vár 1536-ig volt a hercegérsek székhelye, később, a 19. században a durhami egyetem része lett. A várban több építészeti stílus emlékei is láthatók, jellegzetessége román kori kápolnája. A székesegyház korai bencés szerzetesközösség jelenlétéről tanúskodik, és felismerhető rajta az angol gótikára jellemző viszonylag hosszú és alacsony főhajó. A vár és a katedrális a középkori Európa egyik jelentős emléke ami meghatározó szerepet játszott a kor építészetében. |                               |

| | Ironbridge Gorge ipartörténeti műemlékei |
| Egyesült Királyság |                                          |
| Kulturális (I)(II)(IV)(VI) |                                          |
| Védett terület: 547,9 ha, hivatkozás: 371 |                                          |
| Az Ironbridge Gorge völgyben bányák, gyárak, munkástelepek és az ipari forradalom korában létrehozott közlekedési infrastruktúra maradványai találhatók meg. A környék koksztermelése hozzájárult az ipari forradalom beindításához, míg az itt található híd volt az első, teljesen vasból épített híd, ennek következtében jelentős műszaki és építészeti hatása is volt abban a korban. Az 1779-ben Abraham Darly vasműtulajdonos által építtetett hidat a gyalogosok a mai napig használják. A bányavidék fémöntödék, gyárak, raktárak összessége, amelyet utak, csatornák, vasutak hálózata köt össze. A jó állapotban fennmaradt berendezések egy kiterjedt tájmúzeumot alkotnak. A világörökségi helyszín öt fő részből áll, ezek Coalbrookdale, Abraham Darly koksztüzelésű vasolvasztójával; a hídról elnevezett Ironbridge; Hay Brook, völgyfolyosókból és vaskohókból álló szabadtéri múzeumaival; Jackfield az egykori bányászváros; valamint Coalport, John Rose 1796-ban alapított porcelángyárával, ahol jelenleg egy porcelánmúzeum található. |                                          |

| | A Studley Királyi Park a Fountains-apátság romjaival |
| Egyesült Királyság |                                                      |
| Kulturális (I)(IV) |                                                      |
| Védett terület: 310 ha, puffer zóna: 1 622 ha, hivatkozás: 372 |                                                      |
| A szerzetesrendek 1536 és 1541 közötti feloszlatása előtt az itt található Fountains-apátság volt az egyik legnagyobb és leggazdagabb ciszteri apátság Angliában, egyike azon keveseknek, amelyeket még a 12. században alapítottak. A királyi park, amely magában foglalja az apátság romjait, jórészt az eredeti terveknek megfelelően maradt fenn és a 19. században nagy hatással volt az európai kertépítésre. Az apátságot 1132-ben alapította 13, Yorkból érkező cisztercita szerzetes. Feloszlatása előtt hatalmas adományoknak, valamint birkatenyésztésből és gyapjúkereskedelemből származó jövedelmének köszönhetően a királyság leggazdagabb apátsága volt. Az épületegyüttes legfontosabb része a 123 méter hosszú templom, 55 méter magas harangtornyával és a hozzá csatlakozó román stílusban épített apátság. A romos állapotú templom a 18. században lett a királyi park része. A templomépületre a ciszterci egyszerűség jellemző, a közelében álló szerzetesi épületek díszítése gazdagabb. A parkot 1727-ben alapították, az apátság romjai mellett fontos része még a Nyolcszögletű torony, a Kegyesség temploma és a Félhold-tó. |                                                      |

| | Stonehenge, Avebury és a megalit-kultúra környező emlékei |
| Egyesült Királyság |                                                           |
| Kulturális (I)(II)(III) |                                                           |
| Védett terület: 4 985,4 ha, hivatkozás: 373 |                                                           |
| Az újkőkorszaki Avebury és Stonehenge a világ két legnagyobb és leghíresebb megalitikus helyszínei. Ezek a megalitikus építmények körkörösen elrendezett menhirekből állnak. Feltehetőleg vallási helyszínek lehettek, de csillagászati megfigyelőhelyként is funkcionálhattak. A stonehenge-i kőszentély i. e. 3000 körülre datálható, több száz kilométerről odaszállított többtonnás kövekből áll. Több szakaszban épült, legkésőbbi részei körülbelül háromezer évesek. A szentély mérete és tökéletessége miatt a világ egyik legismertebb megalitikus műemléke. A kevésbé ismert Avebury Stonehenge-től 30 kilométerre fekszik. Ez Európa legnagyobb ilyen típusú épületegyüttese. Külső gyűrűje száz kőtömbből áll, a gyűrűhöz négy, menhirekkel szegélyezett út vezetett, amiből jelenleg már csak egy látható. A világörökségi helyszínhez még több a környéken látható megalitikus emlékhely is tartozik, ezek Silbury Hill, Beckhampton Avenue és West Kennet Avenue. |                                                           |

| | I. Eduárd király várai és városfalai Gwynedd grófságban (Wales) |
| Egyesült Királyság |                                                                 |
| Kulturális (I)(III)(IV) |                                                                 |
| Védett terület: 6 ha, hivatkozás: 374 |                                                                 |
| I. Eduárd angol király uralma alatt (1272–1307) számos erődítmény épült Wales területén, hogy féken tartsák a meghódított lakosságot és elősegítsék az angol telepesek terjeszkedését. A világörökségi helyszínbe több kastély tartozik, köztük Beaumaris, Caernarfon, Conwy és Harlech. Ezek a kastélyok a korabeli erődítmények építészetileg legkiemelkedőbb példái. Az erődlánc építését 1283-ban kezdték el, majd a következő húsz éven belül tíz erőd készült el. Más erődöket az ellenségtől szereztek meg, ezeket felújították. A király fő építésze, Jakab mester egyszerre több vár építését is felügyelte. Az angol határ közelében épült Conwy, Caernarfon és Harlech, a Wales északi határán álló erődrendszer Aberystwyth, Beaumaris és Flint váraiból állt. A várak, (főleg Conwy) az angol hatalom szimbólumaivá váltak Walesben, a középkori harcászati építészet remekművei voltak. Jó állapotban maradtak fenn, a Conwy várához vezető függőhidat 1826-ban építették. |                                                                 |

| | Saint Kilda-szigetcsoport (Hirta, Dun, Soay és Boreray szigetek) |
| Egyesült Királyság |                                                                  |
| Vegyes (III)(V)(VII)(IX)(X) |                                                                  |
| Védett terület: 24 201 ha, hivatkozás: 387 |                                                                  |
| A Skócia nyugati partjától 175 kilométerre lévő szigetcsoport Hirta, Dun, Soay és Boreray szigeteit foglalja magába, a legnagyobb közülük Hirta szigete. Bár a szigetcsoportot eredetileg a természeti kategóriába nevezték, később a világörökségi helyszín a régen itt élő közösséget is magába foglalja. A St. Kilda szigetcsoporton 2000 évig folyamatosan élt emberi közösség, de az utolsó állandó lakos az 1930-as években elhagyta a szigetet. A szigeten számos prehisztorikus és későbbi építészeti stílus maradványai megtalálhatók, emellett fontos fészkelőhely. A települések maradványai között kőkunyhók, szántóföldek, tradicionális felföldi kőházak, és úgynevezett „cleitek” (kisméretű, kötőanyag nélkül rakott épületek, tetejükön fűvel beültetett földdel) azonosíthatók. Az itt élők mezőgazdasággal, birkatenyésztéssel foglalkoztak, és az itt élő madárkolóniákat is hasznosították, tollakat, tojást gyűjtöttek és raktároztak. A szigeteken található a világ legnagyobb szula-kolóniája és több mint 160 000 lunda pár. |                                                                  |

| | Apollón Epikuriosz temploma (Basszai) |
| Görögország |                                       |
| Kulturális (I)(II)(III) |                                       |
| Védett terület: 20,46 ha, puffer zóna: 201,6 ha, hivatkozás: 392 |                                       |
| Az i. e. 5. század közepe táján emelt, többször újjáépített Apollón-szentély, az Epikuriosznak („segítőnek”) szentelt templom egyike Görögország legjobb állapotban fennmaradt ókori templomainak. Az építész valószínűleg Iktinosz volt, aki a feltételezések szerint nem egyedül, hanem Kallikratész közreműködésével tervezte a templomot. Az épület egyik jellegzetessége a hagyományostól eltérő, észak-déli irányú tájolása, aminek kultikus okai lehettek. Szerkezete a Delphoi-ban található Apollón-szentély formáját követi, szélességének és hosszúságának aránya 2:5. A templom építésekor nem alkalmaztak optikai korrekciót, az egységes hatást inkább festészeti mint építészeti eszközökkel érték el. Az építkezéshez helyben bányászott szürke mészkövet használtak, az oszlopfőket, a belső frízt, az előcsarnok kazettás mennyezetét, valamint a tetőcserepeket azonban márványból faragták. A templom nagy hatást gyakorolt mind az i. e. 4. századi, mind a hellenisztikus kor művészetére. Tervszerű ásatásokat 1902 és 1908 között végeztek a területen, majd a templom egy időre feledésbe merült. Miután felkerült a világörökségi listára egy védőtetőt építettek föléje, hogy megvédjék az időjárás viszontagságaitól. |                                       |

| | Goa templomai és kolostorai |
| India |                             |
| Kulturális (II)(IV)(VI) |                             |
| Hivatkozás: 234 |                             |
| A településen templomok és kolostorok másfél kilométer hosszan elterülő sora található. A legtöbb épületet olasz és portugál építészek tervezték, és az európai stílusok széles skáláját képviselik, a reneszánsztól a barokkon át a portugál Mánuel stílusig. Ó-Goa volt az egykor portugál fennhatóságú indiai területek fővárosa és egyben a legfontosabb kereskedelmi bázisa. Itt volt a katolikus egyház egyik fontos dél-ázsiai központja. A tengerparti sáv 1506-ban került portugál kézre, ezután kezdték építeni templomaikat és kolostoraikat, a helyben folytatott térítések emlékeit. Ó-Goa körülbelül 10 kilométeres sávot foglal el, ami a 19. században malária miatt elnéptelenedett, de vallási épületei máig jó állapotban maradtak meg. A reneszánsz Sé-katedrális 1562-ben épült, a maga korában ez volt Ázsia legnagyobb keresztény temploma. A 16. század végén épült a Bom Jesus-katedrális a térség legfontosabb missziós helye volt, benne található Xavéri Szent Ferenc a híres jezsuita hittérítő síremléke is. |                             |

| | Khadzsuráhó |
| India |             |
| Kulturális (I)(III) |             |
| Hivatkozás: 240 |             |
| Khadzsuráhó indiai városka Madhja Prades tartományban, a cshatarpuri kerületben, 175 km-re Dzshánszítól, 620 km-re délkeletre Delhitől, India fővárosától. A város a 10-11. században a Csandela uralkodók székhelye volt. Khadzsuráhó India egyik legnépszerűbb turistalátványossága, híres turistacélponttá erotikus témájú szobrokkal dekorált templomai tették. A hindu templomépítészet nágara stílusának egyik legismertebb képviselője. A két csoportban álló kelet-nyugati tájolású nyolcvanöt templomból mára mintegy húsz maradt meg. A templomokat díszítő szobrok az indiai művészet legszebb alkotásai közé tartoznak. Felépítésük egy nyugati oldali bejárati csarnokból, egy folyosóból, egy előtérből és a szentélyből áll, a szentély felé mennyezetük fokozatosan egyre magasabb. A templomok közül legjelentősebbek közé tartozik a 10. század közepéről származó Laksmana-templom és a legnagyobb és legdíszesebb Kandárija Mahádéva-templom, amelyet a 11. század első harmadában építettek. |             |

| | Hampi |
| India |       |
| Kulturális (I)(III)(IV) |       |
| Védett terület: 4 187,24 ha, puffer zóna: 19 453,62 ha, hivatkozás: 241 |       |
| Hampi több mint 200 éven át a hindu uralkodók több generációjának, az utolsó nagy hindu birodalom Vidzsajanagar fővárosa volt. A 16. században 200-500 ezer fő lakosú város volt, napjainkban alig több mint kétezer fő állandó lakosú település. A terület műemlékhely, amely a vallási és az uralkodói központokat foglalta magába sziklahátak és sziklagörgetegek természetes védelmében. Fénykorát 1510-1542 között élte, Krisnadéva Rája és Acsjuta Rája uralkodása alatt. A gyapot és fűszer kereskedelemből meggazdagodott Hampiban a dravida uralkodók fényűző palotákat és templomokat építettek, a települést egy hatalmas erődítménnyel védték. Legfontosabb épületei a a befejezetlen Vitthala-templom díszített oszlopaival és egy kőtömbből kifaragott szekerével, a Virupaksa-templom (ötven méteres kaputornyával) amit egy korábbi szentély helyére építettek, valamint paloták, polgári rezidenciák, fürdők, elefánt istállók, bazárok és piacok. |       |

| | Fatehpur Szíkri |
| India |                 |
| Kulturális (II)(III)(IV) |                 |
| Hivatkozás: 255 |                 |
| Fatehpur Szíkrit a Mogul birodalom új fővárosát Akbar császár 1571-ben alapította. Az új város legfontosabb épületei körülbelül egy évtized alatt készültek el. Az uralkodó azonban 1584-ben fővárosát áthelyezte Lahorba, és ezután Fatehpur Szíkrit csak ritkán látogatta meg. A város Agrától negyven kilométerre nyugati irányban helyezkedik el, az Adzsmért Agrával összekötő ötszáz kilométer hosszú út mellett.A tizenegy kilométer hosszú falon belül alakították ki a lakónegyedeket, a császári kerteket, a vendégházakat, a nemesek lakóhelyét, ezenkívül pavilonokat emeltek a hazárdjátékosok és a alkoholfogyasztók számára is. Fatehpur Szíkri építészete timurida formákat és stílust követ. Mivel nagyon rövid idő alatt épült fel, a többi fővárossal ellentétben teljesen egységes hatást kelt. A település tulajdonképpeni központjában az épületek egymástól két jól elkülöníthető csoportot alkotnak, ezek egyike volt a kiszolgáló épületek csoportja, mint a karavánszeráj, a pénzverde és a bazár, a másik pedig a palota a mecsettel és az adminisztrációs központtal. A település legfontosabb részei a mára lerombolt Elefánt-kapu, a magánkihallgatások csarnoka, a Török Szultána Háza, a császár hálóterme, az adminisztratív központ, az Ötszintes Palota, a hárem, az 1573 és 1574 között épült, magas talapzaton álló mecset és Szálim Csiszti sírja. |                 |

| | Szanaa óvárosa |
| Jemen |                |
| A veszélyeztetett világörökségi helyszínek listájára került: 2015 |                |
| Kulturális (IV)(V)(VI) |                |
| Hivatkozás: 385 |                |
| Egy 2200 méter magasan elterülő völgyben fekvő Szanaa egykor a tömjénút egyik legszebb állomása volt. A megközelítőleg 2500 éve lakott település 1962 óta Jemen fővárosa. Az i. e. 2. században a jemenita királyság egyik előretolt bástyája volt és tevékenyen részt vett az Arab-félsziget politika életében. Jemen 628-ban áttért az iszlámra, és a hagyomány szerint Mohamed próféta személyesen adott utasítást a város első mecsetének felépítésére. A 7. és a 8. században Szanaa volt az iszlám vallás terjesztésének egyik fő központja. Ennek következtében a városban 103 mecsetet, 14 törökfürdőt és csaknem 6000 házat építettek, ezeknek kora elérheti az 1000 évet. A házak toronyszerű épületek, az alsó emeletek kőből, felsőbb szintjeik kiégetetlen agyagtéglából épültek. A házak ajtaját és ablakait fehér festékkel emelték ki, ezen kívül a falakat horizontális stukkófrízekkel díszítették. A városközpont jellegzetes motívumai a házak virág-, vagy geometrikus stukkókkal keretezett félkör alakú padlásablakai. A település a 16. században oszmán fennhatóság alá került, ekkor egymást követő rekonstrukciók kezdődtek, amelyek azonban mindig figyelembe vették az eredeti városképet. Az országban uralkodó háborús állapotok miatt a helyszín felkerült a Veszélyeztetett világörökségi helyszínek listájára. |                |

| | Gadámesz óvárosa |
| Líbia |                  |
| A veszélyeztetett világörökségi helyszínek listájára került: 2016 |                  |
| Kulturális (V) |                  |
| Védett terület: 38,4 ha, hivatkozás: 362 |                  |
| A Líbia, Tunézia és Algéria hármas határánál fekvő Ghadamest, az ókori Chydamust a rómaiak építették helyőrségi városnak. A bizánci korban püspöki székhely volt, az arabok a 8. században foglalták el. A település fontos kereskedelmi csomópont volt, kiterjedt kapcsolatokkal Timbuktuval valamint a marokkói partvidékkel. Az itt megpihenő karavánok többek között gyapotot, cukrot, rabszolgákat, aranyat, bőrt és elefántcsontot szállítottak. Jelenleg egy pálmaliget mellett fekvő kis oázisváros, egyike a Szahara legrégebbi településeiknek. A város szorosan egymás mellett elhelyezkedő vályogtégla házak csoportjából áll. A lakóházak belső elrendezésére a vízszintes elosztás jellemző, a földszintet raktárként használták, a fedett sikátorok fölött kialakított következő szinten élt a család, az épületek tetején pedig nyitott teraszokat építettek a nők számára. Az egymás mellett álló házakon összefüggő teraszrendszerek alakultak ki. A település szélén álló házak külső, megerősített falai egyben városfalként is funkcionáltak. |                  |

| | Trier római kori műemlékei |
| Németország |                            |
| Kulturális (I)(III)(IV)(VI) |                            |
| Hivatkozás: 367 |                            |
| Trier római kori műemlékei gyűjtőnéven vették fel 1986-ban az UNESCO világörökség listájára a következő, Trierben illetve környékén található építményeket: Amfiteátrum, Aula Palatina, Borbála fürdő, Császári fürdők, Igeli oszlop, Porta Nigra, Mosel-híd, valamint a Szent Péter-dóm. A város az 1. századtól római kolónia volt, kereskedelmi központtá fejlődött, majd a 3. században a tetrarchia egyik fővárosa lett. A települést három nagyobb építkezési hullámban fejlesztették, az első Claudius korában, a második a 2. században, a harmadik Nagy Konstantin korában történt. Az Aula Palatina Nagy Konstantin idejéből származik, az uralkodó itt adott audienciákat, később frank grófok használták, majd a püspöki palota része lett. Trier jellegzetes épülete a Porta Nigra (Fekete kapu), a négy városkapu egyike a római kori városfal része. A kaput két előreugró torony szegélyezi, a 11-12. században templommá alakították át. Az amfiteátrum befogadóképessége 20 000 fő volt, a fürdőket szintén Nagy Konstantin idejében újították fel. A román kori Szent Péter-dóm legrégebbi részei a 4. századból valók, mellette épült fel az 1270-ben befejezett Miasszonyunk-templom. |                            |

| | Chan Chan régészeti körzete |
| Peru |                             |
| A veszélyeztetett világörökségi helyszínek listájára került: 1986 |                             |
| Kulturális (I)(III) |                             |
| Védett terület: 1 414,74 ha, hivatkozás: 366 |                             |
| Chan Chan, a Csimu királyság egykori fővárosa a prehispán Amerika legnagyobb városa egy 6 négyzetkilométeres területen fekszik a mai Trujillo közelében. A szigorú politikai és társadalmi alapokon szervezett város a 15. században élte fénykorát. Területét kilenc, magas kőfalakkal körvonalazott önálló egységre bontották, amelyeket egy vagy több tér köré szerveztek. Az épületeket szárított vályogtéglából és agyag-cement lapokból emelték. A körzetek templomokból, lakóépületekből, raktárakból, főzőhelyiségekből és szertartásokhoz használatos emelvényekből álltak. A város kikötővel, bonyolult csatornarendszerrel és vízvezetékkel is rendelkezett, valamint a közelben elhelyezkedő ipari területekkel, ahol feltételezhetően fafeldolgozással, szövéssel és nemesfém-megmunkálással foglalkoztak. A Moche folyónál öntözőrendszer alakítottak ki és termékennyé tették a ma sivatagos területet. A település alaprajza a csimu civilizáció fejlett politikai és társadalmi szerkezetét tükrözi. A vályogból készült városfalakat állatokat és geometrikus formákat ábrázoló mintákkal díszítették. A Csimu királyság pusztulását az inka hódítás okozta, ezért örömmel fogadták a spanyol hódítókat. A spanyolok 1535-ben megalapították Trujillót ennek következtében Chan Chan elvesztette jelentőségét és elnéptelenedett. A vályogépületek rossz állapota, a fosztogatások és az időjárás romboló hatása miatt a helyszín felkerült a Veszélyeztetett világörökségi helyszínek listájára. |                             |

| | Évora történelmi központja |
| Portugália |                            |
| Kulturális (II)(IV) |                            |
| Védett terület: ha, puffer zóna: ha, hivatkozás: 361 |                            |
| Évora volt az Ibériai-félsziget legrégebbi kereskedelmi központja, több évszázados történelme egészen a kelta időkig nyúlik vissza. Liberalitas Julia néven került római fennhatóság alá, ebből a korból származik a Diana-templom tizenhat korinthoszi oszlopával, egy vízvezeték, egy erőd és a városfal maradványai. 715 és 1165 között mór uralom alatt állt, később az ekkor épült védelmi rendszerét továbbfejlesztették. Muszlim lakosságának egy része a reconquista után is a település északkeleti részében fekvő La Mouraria negyedben lakott. A román-gótikus katedrális építése 1186-ban kezdődött, a kéttornyú erődszerű épületet a 14. században fejezték be. A 15. századtól a portugál királyok egyre többet tartózkodtak a városban, ekkor kezdődött Évora újabb aranykora amikor ismét kolostorok és paloták épültek. A 16. században készült el az Alcazar helyén a grófi palota ezen kívül vízvezetékek és szökőkutak is épültek egy átfogó városrendezés keretében. A város leglátványosabb épülete az I. Mánuel idejéből származó királyi palota. A település a 18. század közepéig virágzott, utána gyors hanyatlásnak indult. |                            |

| | Aragónia mudéjar stílusú építészete |
| Spanyolország |                                     |
| Kulturális (IV) |                                     |
| Védett terület: 4,26 ha, puffer zóna: 20,06 ha, hivatkozás: 378 |                                     |
| A mudéjar építészeti stílus a keresztény gótikus építészetet ötvözi a muszlim építészeti hagyományokkal. A 13. századtól a 17. század elejéig alkalmazott építési és díszítési stílus jellemzői a téglák és a mázzal borított csempék kifinomult használata. 1609-ben a reconquista után helyben maradt mórokat kiűzték az aragóniai területekről, ez ennek a művészeti stílusnak a végét jelentette. A leglátványosabb alkotások a mudéjar harangtornyok, valamint a templomok díszes festett famennyezetei. A legszebb mudéjar alkotások Teruel városban találhatók. A helyszín összesen tíz részből áll, az El Salvador, a San Martin, és a San Pedro templomok harangtornyai és a katedrális 13. századi mennyezete Teruelben, valamint Zaragoza közeli építmények. A San Salvador-templom harangtornya 1277 körül épült, a San Martin templomé a 14. századból való, mindkettőt díszes kerámiákkal borították. A mudéjar stílus díszítőelemeit ezen kívül kolostorokban, várakban, és lakóépületekben is megtalálhatók. |                                     |

| | Toledo történelmi óvárosa |
| Spanyolország |                           |
| Kulturális (I)(II)(III)(IV) |                           |
| Védett terület: 259,85 ha, puffer zóna: 7 669,28 ha, hivatkozás: 379 |                           |
| A több mint kétezer éve alapított Toledo Madridtól délnyugatra a Tajo folyó partján fekszik egy hegyfokon. Évszázadokon keresztül hatalmi központ volt, rómaiak, keresztények, muszlimok és zsidók lakták. Kezdetben római municipium volt, később a Vizigót Királyság fővárosa, utána a Córdobai Kalifátushoz tartozott, majd a Spanyol Birodalom átmeneti székhelye lett. Miután Madrid lett a főváros hanyatlani kezdett és ez elősegítette műemlékei megőrződését. A római korból maradtak meg egy vízvezeték maradványai és egy amfiteátrum. A városfalakat a 7. században kezdték építeni, majd többször is kibővítették. Több fürdő és egy mecset az arab fennhatóság emlékei. A zsidó lakosok zsinagógákat emeltek, az egyik a 12. században épült fel és még ma is működik, a másik 14. századi és jelenleg múzeumként üzemel. Ezen kívül középkori falak, erődítmények, hidak, utcák is fennmaradtak a történelmi városrészben. A központban áll a Santa Maria-székesegyház, amit a 15. században építettek egy mecset helyére. A dombon áll a város fellegvára az Alcazar. |                           |

| | Garajonay Nemzeti Park (Kanári-szigetek, La Gomera) |
| Spanyolország |                                                     |
| Természeti (VII)(IX) |                                                     |
| Védett terület: 3 984 ha, puffer zóna: 4 160 ha, hivatkozás: 380 |                                                     |
| A negyven négyzetkilométernyi nemzeti park a Kanári-szigetekhez tartozó La Gomera sziget középső részén terül el. Legmagasabb pontja 1487 méter, jelentős része egy erodált fennsík enyhébb és meredekebb lejtőkkel. Dús növényzetét a magas páratartalomnak és a bőséges vízhozamú forrásoknak és patakoknak köszönheti. Itt található a a Kanári-szigetek erdőinek fele, és a nemzeti park 70 százalékát a világ egyik legnagyobb összefüggő babérerdeje borítja. Ez az utolsó fennmaradt harmadidőszaki zárt babérerdő. Ez a fajta növénytakaró szinte teljesen eltűnt Dél-Európából és Észak-Afrikából. A jégkorszakot is átvészelő ősi ökoszisztémában tanulmányozható milyenek lehettek az erdőségek 65 millió évvel ezelőtt. Az itt élő növény és állatfajok között több endemikus faj is található, a nyilvántartásba vett 450 virágfajból 81 a szigeteken, 31 csak ezen a szigeten, 8 pedig csak a park területén él. Jellegzetes állata a kanárimadár, és a fehér vagy szürke farkú galamb. Ezen kívül a parkban eddig 960 gerinctelen állatfajt is azonosítottak. |                                                     |

| | Cáceres óvárosa |
| Spanyolország |                 |
| Kulturális (III)(IV) |                 |
| Védett terület: 9 ha, puffer zóna: 60,63 ha, hivatkozás: 384 |                 |
| Az Extremadura tartományban fekvő Cáceres a reconquista utáni feudális városfejlődés egyik példája. Jelenlegi városképének részei a korábbi lakosok (rómaiak, muszlimok) által emelt épületek is. A római korban Colonia Norbensis Caesarina néven ismert település emléke a falak egy része amelyet az Almohádok bővítettek ki jelenlegi méretére a 12. és a 13. században. Az Almohád korból megmaradt még 30 torony is, köztük a leghíresebb a Torre del Bujaco. A városfal fölé magasodik a 30 méteres Los Pozos-torony. Később rivális klánok harcoltak a településen, ekkor épültek erődített házai. A 14. századtól gótikus templomokat emeltek, zárdákat építettek és palotákat az arisztokrácia számára. A paloták egy részét azonban a következő évszázadban az uralkodó parancsára lerombolták. A 16. században az Amerikából visszatérő meggazdagodott kalandorok újabb fényűző házakat építettek. A városkép legfeltűnőbb elemei a a gótikus San Mateo-székesegyház, és a Szűz Mária téren álló azonos nevű templom, mindkettő a 15. századból való. |                 |

| | Studenica kolostor |
| Szerbia |                    |
| Kulturális (I)(II)(IV)(VI) |                    |
| Védett terület: 1,16 ha, puffer zóna: 269,34 ha, hivatkozás: 389 |                    |
| Szerbia legnagyobb ortodox kolostorát I. István, a középkori Szerbia alapítója hozta létre a 12. század végén röviddel trónjáról való lemondása után. A kolostoregyüttesnek eredetileg tíz temploma volt, ezekből csak három maradt fenn. Az épületek a középkori raškai stílusú szerb építészet legkorábbi remekművei. Az épületegyüttes a középkori Szerbia fontos szimbóluma volt, királyi temetkezőhely és a szerb ortodox egyház megalapításának helye. A három templom közül a legnagyobb és a legkorábbi a Szűz Mária-templom, amit 1183 és 1196 között építettek. A tizenkétszögű kupolával borított egyhajós épület kapui, ablakai és szobrai főként román stílusúak. A Király-templomot II. István Uroš uralkodása alatt emelték 1313-ban. Mindkét templomot fehér márvánnyal díszítették, belsejükben felbecsülhetetlen értékű 13. és 14. századi bizánci festmények maradtak fenn. A Szűz Mária-templom kupoláján készült freskók 1208 – 1209 között készültek, majd ezeket 1568-ban kibővítették. A Király-templomban látható Szűz Mária életét bemutató jelenetsorozat az egyik legjelentősebb ami abból a korból megmaradt. Ábrázolásaira újfajta térfelfogás és kifejezőképesség jellemző. A három templom közül legkésőbb a Szent Miklós-templom épült ami egyben a legkisebb is. A terméskőből emelt épületben csak néhány freskó maradt meg |                    |

| | Aleppó ősi városa |
| Szíria |                   |
| A veszélyeztetett világörökségi helyszínek listájára került: 2013 |                   |
| Kulturális (III)(IV) |                   |
| Védett terület: 364 ha, hivatkozás: 21 |                   |
| A Földközi-tenger térsége és a keleti kereskedelmi útvonalak egyik fontos csomópontján álló Aleppó az i. e. 3. évezredtől kezdve fejlődött és gazdagodott. A várost a részben mesterségesen létrehozott dombon álló Citadella uralja. Bár a Citadella feltehetően a 12. században épült, a dombot, ahol áll már az i. e. 3. évezredtől védelmi célokra használták. Az óvárost fallal vették körbe, ennek egyes részei ma is láthatók. Az i. e. 18. században hettita uralom alá került, majd később egyiptomi, asszír, babilóniai és perzsa hódítók követték egymást. A görög és római időkben elvesztette befolyása egy részét és csak az i. sz. 10. században virágzott fel újra. A város legfontosabb műemlékei az omajjád nagymecset, a fedett bazár, számos medresze, és romos állapotban lévő karavánszerájok. Aleppó jelenlegi arculatát az Ajjúbidák uralma alatt kapta, a források szerint a 13. században a városban több, mint 700 mecset állt. A Citadellán belül egy közfürdő, egy 1214-ben alapított mecset és a Királyi Palota található. |                   |

| | A Škocjan-barlangrendszer |
| Szlovénia |                           |
| Természeti (VII)(VIII) |                           |
| Védett terület: 413 ha, hivatkozás: 390 |                           |
| A barlangrendszer Nyugat-Szlovénia karszthegységeiben az olasz határ közelében helyezkedik el. A képződmény a karsztjelenség kutatásának egyik legfontosabb helyszíne. A barlangrendszert a Reka folyó alakította ki, korábban a folyó eredetétől egészen a Trieszti-öbölig tartott, de később a fedett folyosók egy része beomlott, így nyitott, mély szakadékok keletkeztek. A folyó különböző szakaszain a mészkőerózió minden tipikus formája megtalálható, hasadékok, szorosok, aknák, víznyelők, medencék, vízesések, keskeny átjárók és barlangok. A barlangrendszer közel hat kilométer hosszú, öt fedett folyosóból és egy csatornából áll, a végén egy álló és függő cseppkövekkel borított járat vezet a felszínre. Labirintust alkotó üregeiben számos ritka növény és állatfajt azonosítottak. A legnagyobb barlang a Martelova dvorana 308 méter hosszú, 123 méter széles és 148 méter magas. Az úgynevezett „morajló barlangban” a folyó szintkülönbsége miatt egy huszonöt lépcsős zuhatag alakult ki. A „csendes barlang” cseppkőalakzatairól, sztalagmitjairól és sztalaktitjairól nevezetes. |                           |

| | Hattuszasz |
| Törökország |            |
| Kulturális (I)(II)(III)(IV) |            |
| Védett terület: 268,46 ha, hivatkozás: 377 |            |
| A Hettita Birodalom egykori fővárosának, Hattuszasznak romterülete a mai Boğazkale közelében található. Hattuszasz egy hegyes, völgyekkel és vízfolyásokkal tagolt vidéken épült egy még korábbi település helyére. Ma látható épületeinek nagy része az i. e. 14. és 13. században épült. A település négy nagyobb részre osztható: Büyükkale és a rajta épült citadella, Felsőváros, Alsóváros és a Büyükkaya-hegy. A város legnagyobb kiterjedését az i. e. 14. és az i. e. 13. század között érte el. Az ásatások során a Felsővárosban számos templomépületet azonosítottak, ahonnan nagy mennyiségű ékírásos dokumentum került elő. Az ásatások során öt réteget tártak fel. A Felsővárost déli oldalról egy tornyokkal tagolt városfal védte, ezekbe építették a híres kapukat, az Oroszlános kaput, a Király kapuját és a Szfinxek kapuját. Az Alsóvárosban – melyet szintén egy fal vett körül – tárták fel a város legnagyobb épületét, az 1. vagy Nagy templomot. |            |

| | Nagy-Zimbabwe nemzeti műemlék |
| Zimbabwe |                               |
| Kulturális (I)(III)(VI) |                               |
| Védett terület: 722 ha, puffer zóna: ha, hivatkozás: 364 |                               |
| Délkelet-Zimbabwében találhatók a 11. és a 15. század között fennálló Nagy Zimbabwe romjai, a sona civilizáció fontos kereskedelmi központjának maradványai. A legenda szerint itt állt Sába királynőjének fővárosa, de a régészeti kutatások bebizonyították, hogy az elképzelés teljesen alaptalan. Fénykorában ez volt Afrika szubszaharai részének egyik legnagyobb építménye és ma is a nemzeti identitás fontos szimbóluma. A várost ellipszis alakú 250 méter hosszú és tíz méter magas gránittömbökből álló, kötőanyag nélküli falakkal erősítették meg, lakosainak száma elérhette a tízezer főt. A település három részre osztható, a Hegyi romok a királyi város maradványait rejtik, a Nagy gyűrű és a Völgy romok pedig lakónegyedek voltak. A bantu nyelvcsoporthoz tartozó népesség az ázsiai és az európai kultúrák számára is fontos kereskedelmi központot hozott létre, ahol arany-, réz- és vasfeldolgozással is foglalkoztak. A fémfeldolgozás mellett jelentős volt az állattenyésztés, a fazekasság és a kovácsmesterség is. A település a 15. század közepén, 1450 körül elnéptelenedett. |                               |

| | Khami Romok nemzeti műemlék |
| Zimbabwe |                             |
| Kulturális (III)(IV) |                             |
| Hivatkozás: 365 |                             |
| Zimbabwe második legnagyobb romvárosa nevét a folyóról kapta amelynek partján felépítették. A komoly régészeti jelentőséggel bíró település csak 1450 és 1650 között indult komolyabb fejlődének, annak ellenére, hogy a térségben már 100 000 évvel ezelőtt is éltek emberek. Virágzása nagyjából akkor kezdődött, miután Nagy-Zimbabwét a 15. század közepén elhagyták lakosai. Ezután körülbelül kétszáz évig torwa állam fővárosa volt, majd miután a rozwik kerültek hatalomra székhelyüket 80 kilométerrel arrébb helyezték át. A több mint negyven hektáron elterülő lelőhelyen számos, használatuk szerint világosan elkülönülő szektort azonosítottak. A város vezetőjének kialakított palota a terület északi felén állt. A település szerkezetére jellemzőek a szűk átjárók és folyosók. A lakosok vert agyagból készült kunyhókban laktak. A várost védő falakat habarcs nélkül építették, ezek nem csak az ellenséges támadások, hanem a legelő állatok ellen is védelmet nyújtottak. Khami jelentős kereskedelmi központ volt, helyi szinten is és a távolsági kereskedelembe is bekapcsolódott. Ennek bizonyítékai az ásatások során előkerült, a Ming-dinasztia korára datálható kínai porcelánvázák, 16. századi Rajna-vidéki kőtárgyak, kínai porcelánok portugál másolatai, valamint 17. századi spanyol ezüsttárgyak. |                             |